# Robert Šebenik
Robert Šebenik (* 3. September 1965 in Ljubljana) ist ein ehemaliger jugoslawischer Radrennfahrer und nationaler Meister im Radsport.

## Sportliche Laufbahn
Šebenik war im Straßenradsport aktiv. Er stammt aus dem slowenischen Teil des Landes. Er war Teilnehmer der Olympischen Sommerspiele 1988 in Seoul. Im Mannschaftszeitfahren belegte er gemeinsam mit Valter Bonča, Sandi Papež und Jože Smole den 15. Platz.
Die Internationale Friedensfahrt 1987 beendete er auf dem 61. Rang. 1989 gewann er die Serbien-Rundfahrt.